# 中井由梨子
中井 由梨子（なかい ゆりこ 1977年 - ）は、日本の作家・演出家。
「俳優養成者育成ゼミ2004」修了生。演技指導・演劇ワークショップ開催歴22年。現在は作家としての執筆を活動の中心に、映像作品の脚本、舞台作品の脚本・演出、演技レッスンに力を入れている。

## 来歴
- 1977年 神戸市生まれ。
- 1996年 神戸で旗揚げされたガールズ劇団 「TAKE IT EASY!」に座付き作家として入団。少女漫画のようなファンタジックな作風で、“立体少女漫画”と評され、若年層の男女を中心に固定ファンを獲得。
- 2004年 大阪梅田劇場シアタードラマシティ主催・アカペラミュージカル「猫堀骨董店」作・演出。
- 2005年 「猫堀骨董店」銀座博品館劇場・梅田シアタードラマシティ他でリニュアル再演。　拠点を関西から東京へと移す。
- 2010年 「劇団中井組」の座付作家、演出家に就任。 (2013年活動休止)
- 2012年 ミュージカル映画「ユメのおと」　脚本。
- SKIPシティ国際 D シネマ映画祭 2012 短編コンペティション部門最優秀作品賞受賞。
- 2018年　舞台「JASMINE－神様からのおくりものー」　作・演出。　ミュージカル「POSTMAN」　脚本・作詞。
- 2018年　劇団「mosaïque‐Tokyo」結成。File１「PRISM」（2018春）／File２「RAIN」（2018夏）　作・演出。
- 処女作『PRISM』（Jaco出版）出版。　ノンフィクション小説『20歳のソウル』（小学館）出版。
- 2019年　JACOFes2019夏　　mosaïque‐Tokyo特別公演『宵街草』脚本・演出。
- フジテレビ系『プリンセスから皇后へ～雅子さま物語～』脚本。

## 作品

### 舞台
- 『ふろん』（1993年）初脚本・演出作品（兵庫県立舞子高校演劇部）　高校演劇コンクール地区大会最優秀賞受賞
- 『イエローサブマリン』（1994年）　初オリジナル作品　高校演劇コンクール兵庫県大会創作脚本賞受賞
- 震災劇『VOICE』（1995年）　作・演出。（神戸市高校演劇部有志）　NHK「おはよう日本」全国版で特集される。
- 『THE　GRACE　OF　THE　VAMPIRE』（1996年）作・演出　（劇団TAKE IT EASY!）
- 『na na na…』（1997年）作・演出　（劇団TAKE IT EASY!）
- 『子供革命』（1997年）作・演出　（劇団TAKE IT EASY!）
- 『SOLD OUT』（1997年）作・演出　（劇団TAKE IT EASY!）
- 『我、君ヲ念フ。』（1998年）作・演出　（劇団TAKE IT EASY!）
- 『SHAKESPEARE』（1998年）作・演出　（劇団TAKE IT EASY!）
- 『刻　－カ・ドゥ－』（1998年）作・演出　（劇団TAKE IT EASY!）
- 『SOLD OUT＋』（1999年）作・演出　（劇団TAKE IT EASY!）
- 『カグヤヒメ』（1999年）作・演出　（劇団TAKE IT EASY!）
- 『FUGA 　―五部作―　vol.1 [沈黙]　』（2000年）作・演出　（劇団TAKE IT EASY!）
- 『FUGA 　―五部作―　vol.2 [サモトラケのニケ]　』（2000年）作・演出（劇団TAKE IT EASY!）
- 『FUGA 　―五部作―　vol.3 [脱獄]　』（2001年）作・演出　（劇団TAKE IT EASY!）
- 『FUGA 　―五部作―　vol.4 [第四の世界]　』（2001年）作・演出　（劇団TAKE IT EASY!）
- 『FUGA 　―五部作―　vol.5 [イムヌ]　』（2001年）作・演出　（劇団TAKE IT EASY!）
- 『Homeless Beauty』（2002年）作・演出　（レ・ジュネス）
- 『オールズ・ウェル・サー！』（2002年）脚本　演出：高波庄司　（シアター・ドラマシティ）
- 『御法度。』（2003年）作・演出　（劇団TAKE IT EASY!）梅田HEP　HALL
- 『SHAKESPEARE（リニュアル再演）』（2003年）作･演出（劇団TAKE IT EASY!）神戸新開地アートビレッジセンター
- 『ジャック・オ・ランタン』（2004年）作・演出　（劇団TAKE IT EASY!）
- 『猫堀骨董店』（2004）作・演出　（シアター・ドラマシティ）
- 『ハムレット』（2004年）脚本　演出：大塚雅史　（大阪梅田HEP HALL）
- 『蕨野行』（2004年）脚本　演出：高波庄司　（ビックマウス）
- 『猫堀骨董店』ツアー公演（2005年）作・演出　（シアター・ドラマシティ）
- 『夏の夜の夢』（2005年）脚本　演出：大塚雅史　（大阪梅田HEP HALL）
- 『暗号解読者』（2005年）作・演（劇団TAKE IT EASY!）
- 『刻　－カ・ドゥ－（リニュアル再演）』（2005年）作・演出　（劇団TAKE IT EASY!）
- 『葬儀屋オペラ』（2006年）作・演出　（劇団TAKE IT EASY!）
- 『逃げ遅れた月』（2006年）作・演出　（森カンパニー）
- 『lovers　～二人だけのロミオとジュリエット～』（2006年）脚本・演出（大阪梅田HEP HALL）
- 『スクビディ・トゥーダ』演出　作：松本晋一　（東京シアターダンススタジオ）
- 『となり町戦争』（2007年）脚本・演出　（株式会社加藤舞台＆フジテレビ後援）
- 『夢二Complex』（2007年）作・演出　（株式会社加藤舞台）
- 『DECODE』（2007年）作・演出　（株式会社ジャスティス）
- 『セレンディピティ』（2008年）作・演出　（大阪シアタージャングル2nd）
- 『POSTMAN THE MUSICAL～ブーゲンビリアの記憶～』脚本・歌詞　（tekkan produce）
- 『夢二』（2010年）作・演出　（劇団中井組）
- 『In Love with the Guardian.A』（2010年）作・演出　（株式会社アリエス）
- 『純愛百景　～Lovin’You～』（2010年）作・演出　（劇団中井組）
- 『覇王別姫―DELETE UR MEMORYZ―』（2011年）作・演出　（CAC中井組）
- 『BREAK OUT　―聖夜の脱出―』（2011年）作・演出　（CAC中井組）
- 『na na na・・・what we call love』（2012年）作・演出（株式会社テンダープロ）
- 『セレンディピティ　―CUT THE WORLD―』（2012年）作・演出（ロデオ★座★ヘヴン）
- 『THE TEPPEN』（2012年）作・演出（CAC中井組）
- 『BREAK OUTⅡ　―3枚のカード―』（2013年）作・演出　（CAC中井組）
- 『マリー・ボドニック』（2013年）作・演出（ロデオ★座★ヘヴン）
- 『ホームレスダンディ』（2013年）作・演出（声優専門学校ハイパーボイス）
- 『1812』（2014年）作・演出（ロデオ★座★ヘヴン）
- 『Earth Rise　～世界のはじまりに君に逢いにいく～』（2014年）オリジナル脚本・演出（㈱タンバリンステージ／品川六行会ホール）
- 『One Way Beauty』（2014年）作・演出（声優専門学校ハイパーボイス）
- 『The Bit of Love』(2015年) 作・演出（声優専門学校ハイパーボイス）
- 『舞台「城下町のダンデライオン」 』（2016年）演出（主催：ダックスプロダクション／渋谷シブゲキ！！）
- 『The Red Moon Night～月が飛ぶ夜～』（2017年）オリジナル脚本・演出（主催：AGN@Enthena／新宿村LIVE!）
- 『舞台　OZMAFIA!!』　演出。（2017年）（原作：ゆーます／全労災ホールスペースゼロ）
- 『JASMINE－神様からのおくりものー』（2017年）　オリジナル脚本・演出。（主催:㈱タイズブリック／中野ポケットスクエア シアターHOPE）
- オリジナルミュージカル『POSTMAN』（2017年）脚本・作詞（時事通信ホール）[2]
- ・mosaïque旗揚げ公演　File１「PRISM」（2018年）（主催：㈱Jaco／DDD AOYAMA CROSS THEATER）[3]
- Candy boy　三周年記念公演「青い星の王子さま」（2018年）　演出（主催：㈱テレビ朝日ミュージック／品川プリンスホテルシアターEX）
- ・mosaïque　File2「RAIN」（2018年）（主催：㈱Jaco／シダックスカルチャーホール）[4]
- Candy boy Christmas「Beauty　or Beast～聖夜の勇気～」（2018年）作・演出（主催：㈱テレビ朝日ミュージック／ヒルトン東京お台場ルミナス）
- Candy boy 四周年記念公演（東京・大阪・名古屋ツアー）「Robe Cendrillon～あなたを幸せにするドレス～」（2018年）作・演出
- ・JACOFes2019夏　mosaïque-Tokyo特別公演『宵待草』作・演出（主催：㈱JACO／ベルエポック美容専門学校原宿校）[5]
- ・JACOFes2019冬　構成・出演（主催：㈱JACO／OPENBASE SHIBUYA）[6]

### テレビドラマ
- 『プリンセスから皇后へ～雅子さま物語～』フジテレビ系（2019年）脚本

### ＬＩＮＥドラマ
- 『渋谷ボーイズスクランブル』（2019）脚本[7]

### 書籍
- 『女子教育、再考』神戸女学院大学文学部総合文化学科編『夢の実現』 冬久舎出版
- 『Meets―Regional2005年6月号』Top-Picks「モーツアルト！」「ナイン」紹介文 京阪神エルマガジン社
- 『はじめのてはじめ』はじめ出版　構成・ストーリー（2017年）
- 『PRISM』Jaco出版（2018年）
- 『20歳のソウル』 小学館（2018年）[8]のち文庫
- 『まだ望みはあります』さくら出版／構成（2019年）[9]
- 『栄光のバックホーム 横田慎太郎、永遠の背番号24』 幻冬舎（2023年）[10]

### 映画・映像作品
- 兼崎健太郎　主演　短編movie 「3675.Co→L/OVE」（2008年）脚本（株式会社ウエストパワー）
- Luke.C 主演　短編movie　『LOVE　WIZARD』（2008年）脚本（株式会社ウエストパワー）
- 『ユメのおと』（2013年）脚本　（『ユメのおと』製作委員会）SKIPシティ国際Dシネマ映画祭2012　短編コンペティション部門最優秀作品賞受賞[11]
- 埼玉県×松竹『埼玉家族』（2013年）オムニバス作品　父親編『父親輪舞曲』脚本　2013年秋全国公開。
- 『蝶　～ラスト・レッスン～』（2014年）脚本
- 『セレンディピティ 9stones』（2014年）企画・構成・演出　FarEastコンテンポラリーアート展2014出展。
- NPO日本パーソナルカラー協会検定推進キャンペーン　薫太と検定を受けよう！スペシャル動画『薫太とパーソナルカラー物語』（2015年 - 2016年）企画・監督・編集
- 映画版『とってもゴースト』脚本（2017年）
- シゴトー企画事務所プロモーションビデオ『今、君と歩きたい』脚本（2019年）
- 『20歳のソウル』（2022年）原作・企画・脚本
- 『明日を綴る写真館』（2024年）脚本
- 『乱歩の幻影』（2024年）演出・出演[12]

### リーディングライブ
- 『GIFT』 ナレーション台本（2009年）KT plus Entertainment.Inc
- 『ピエタ　－さよなら、母さん－』（2012年）構成・演出（瑞樹桃香プロデュース）
- 朗読劇『チグリスとユーフラテス』（2012年）脚本・演出（声優専門学校ハイパーボイス）
- 青山学院大学主催　青学同窓祭2019『四人目の博士～アルタバン物語～』脚本（2019年）（演出・出演：高橋克典／出演：阿部寛・木村多江）

### ラジオ・オーディオドラマ
- 『ジゴロ』（2006年）脚本　Kiss FM 神戸
- 『狐の嫁入り』（2006年）脚本　FM関西
- 『サスペンス小説』（2007年）脚本　FM東京「西村雅彦の道草」
- 『DECODERS』（2008年）脚本･監修　FM世田谷
- 『夢駆けキャンバス　season1』（2009年）脚本・演出　FM世田谷
- 『夢駆けキャンバス　season2』（2010年）脚本・演出　FM世田谷
- 『秘するは、花』（2014年）雷鳥社
- 『テラキチ！』（2015年）東京サムライガンズ

### ライブ・イベント構成・演出・作詞
- Luke.C ファーストソロライブ　「ダークチェリープリズム」　構成（2007年）
- Luke.C ファーストシングル『The Fairy Dust』 作詞（2007年）
- 雷鳥社配信　『DECODERS』　テーマソング　作詞（2009年）
- 良知真次　ファーストオリジナル『BLUCK PEGUSUS』 作詞（2009年）
- Homeless　Beauty ファーストライブ　企画・構成・演出・作詞（2009年）
- 良知真次　ソロライブin 舞浜イクスピアリ『HISTORY ROAD』 構成・演出補佐（2009年）
- 音楽ユニット「ホームレスビューティ」企画・作詞　　（ピアノ：河谷萌奈美・ヴォーカル：石田まりえ）
- シャムポップチューン『はじまりのエール』作詞（2016年）
- ミュージカル『POSTMAN』全楽曲の作詞（2018年）
- JACOFes2019夏　構成台本・総合演出（2019年）
- JACOFes2019冬　構成台本・総合演出（2019年）

### 演技指導
- 神戸高塚高校　国語科A　「表現」（2000年～2007年）
- 神戸星陵高校　演劇部　特別講師（2004年）
- 大阪タレントスクール21　ワークショップ特別講師（2006年）
- CM子役タレント養成所　常任講師（2006年）
- 東京シアターダンススタジオ　ワークショップ特別講師（2006年～2007年）
- 全国高校演劇コンクール　神戸地方大会　審査員（2007年）
- Hyper Voice ラジオドラマ部講師・ワークショップ講師（2008年～2010年）
- Hyper Voice オーディオドラマ講師・プロ選抜クラス講師（2010年）
- CAC中井組ワークショップ（2010年～2012年）
- 個人演技のためのプライベートレッスン（2011年～）
- 株式会社bamboo新人タレントレッスン（2010年～）
- Hyper Voice　舞台発表クラス　講師（2013年～2017年）
- 中井由梨子ワークショップ「Nlabo」（2013年～2018年）
- 株式会社スターダストプロモーション　新人育成レッスン（2015年～2017年）
- Notes Salon（脚本読解レッスン）講師（2019年）
- JACOワークショップ講師（2019年～）

### 演出助手
- 『えくぼ』演出：宇治川まさなり（2007年）　スタンダードソングエンターテイメント
- 『タンビエットの唄』演出：謝珠栄（2008年）　TSミュージカルファウンデーション
- 『Calli ～炎の女カルメン～』演出：謝珠栄（2008年）　TSミュージカルファウンデーション

### 助監督
- 連続ドラマ『就活家族』（2016年）　テレビ朝日
- BSプレミアムドラマ『ネット歌姫～パート主婦が歌ってみた～』（2018年）　NHK
- 『渋谷ボーイズスクランブル』（2019年）